# Biskup pomocniczy
Biskup pomocniczy (łac. episcopus auxiliaris) – wyświęcony na biskupa duchowny katolicki, którego zadaniem jest pomoc biskupowi diecezjalnemu w zarządzaniu diecezją, zazwyczaj jako wikariusz generalny lub wikariusz biskupi.
W przypadku niemożności wypełniania obowiązków (choroba, śmierć) przez biskupa diecezjalnego, najstarszy nominacją biskup pomocniczy przejmuje władzę w diecezji do czasu wyboru administratora diecezjalnego. Podczas sediswakancji może bez przeszkód wypełniać władzę, którą posiadał wcześniej, jako wikariusz generalny lub biskupi.
Biskupów pomocniczych określa się też błędnie mianem sufraganów.